# Mira Aroyo
Mira Aroyo, née le 11 juillet 1977 à Sofia en Bulgarie, est une musicienne bulgare, membre du groupe britannique de musique électronique Ladytron dont elle est l'une des claviéristes, chanteuses et compositrices. Elle chante en anglais et en bulgare.
Avant de se consacrer à la musique, Mira Aroyo était doctorante en génétique à l'université d'Oxford.

## Biographie
Née à Sofia en Bulgarie en 1977 dans une famille juive, Mira Aroyo quitte son pays natal à 10 ans quand ses parents émigrent en Israël. Elle s'établit plus tard en Angleterre où elle poursuit des études scientifiques. Après un cycle undergraduate, elle devient doctorante (PhD) en génétique à l'université d'Oxford.
En 1999 elle rencontre à Liverpool par l’intermédiaire d'un ami commun les musiciens Daniel Hunt (en), Reuben Wu (en) et la chanteuse Helen Marnie. Partageant les mêmes goûts musicaux, les quatre amis forment le groupe Ladytron.
Préférant se consacrer pleinement à la musique, Mira Aroyo abandonne son doctorat.
Parallèlement à Ladytron, Mira Aroyo a travaillé avec le groupe The Projects sur les albums Words of Love Broadcast in Code en 2009 et Elektrichka's Favourite Party Record en 2014. Elle a aussi collaboré avec John Foxx and The Maths en chantant sur le titre Watching a Building on Fire présent sur l'album Interplay en 2012.
Elle est également DJ.
Depuis 2011 elle réalise et produit des documentaires sur l'art et la musique ou les sciences.

## Vie privée
Mira Aroyo est mariée au conservateur de photographies Harry Hardie depuis mai 2010 et a donné naissance en février 2012 à une fille prénommée Noa,.
Elle est pesco-végétarienne et défend la cause animale,.

## Discographie
avec Ladytron
- 2001 - 604
- 2002 - Light & Magic
- 2005 - Witching Hour
- 2008 - Velocifero
- 2011 - Gravity the Seducer
- 2019 - Ladytron

avec The Projects
- 2009 - Words of Love Broadcast in Code
- 2014 - Elektrichka's Favourite Party Record